# Paromphale caeca
Paromphale caeca är en fjärilsart som beskrevs av Swinhoe 1902. Paromphale caeca ingår i släktet Paromphale och familjen nattflyn. Inga underarter finns listade i Catalogue of Life.